# Могильно (город)
Могильно (пол. Mogilno) — город в Польше, в Куявско-Поморском воеводстве.
Население — около 12 300 человек (по состоянию на 14 февраля 2013).
Плотность населения — 1,471 на км².

## История
Около 1050 года князь Польши Казимир I Восстановитель основал в Могильно бенедиктинское аббатство, одно из первых в Польше. Основной миссией монахов из Могильна стала христианизация Мазовии, Куявии и Гданьского Поморья. После первого раздела Польши в 1772 году город вошёл в состав Прусского королевства, а в 1920 году вернулся в состав Польши. С 1898 года до своей смерти в 1910 году приходским священником в другой церкви Могильно Св. Якуба (Св. Якуба) был экономический и образовательный деятель Пётр Вавжиняк

## Достопримечательности
- Бывшее бенедиктинское аббатство. Церковь датируется XI веком, перестроена в XIII и первой половине XVI века в стиле поздней готики, а также позже во второй половине XVIII века в стиле позднего барокко. Фасад конца XVIII века. В церкви все ещё сохранилось много романских деталей, таких как колонны, части стен нефа, и особенно хорошо сохранились апсида и два склепа. Трёхкрылое аббатство с садом датируется XIV веком и было перестроено в XVIII веке.
- Позднеготическая церковь Святого Иакова, датируемая ок. 1511 года.
- Центр города с домами XIX века.
- Кладбище с памятником Петру Вавжиняку (и второй памятник ему в парке).[5]

## Уроженцы
- Левин, Курт — американский психолог.